# Sindrome di Wohlfart-Kugelberg-Welander
La sindrome di Wohlfart-Kugelberg-Welander identificata tra le malattie del gruppo delle atrofie muscolari spinali, con la sigla SMA III, è una malattia rara con un'incidenza di circa 1/100 000 della popolazione. Questa malattia si presenta in un'età giovanile (principalmente tra i 12 e i 17 anni), e tra le altre atrofie è spesso denominata come benigna, in quanto ha una progressione molto lenta.

## Sintomi
I sintomi iniziali della sindrome sono molto simili a quelli della distrofia muscolare: un'andatura barcollante, la positività al segno di Gowers. Data la lenta progressione della malattia, la perdita della facoltà di camminare avviene in età adulta o molto avanzata. I muscoli del viso di solito non vengono colpiti dall'atrofia, al contrario di quelli del tronco e degli arti che vengono interessati ma in modo variabile e spesso asimmetrico. Particolare attenzione deve essere presentata per il pericolo di infezioni polmonari.

## Trasmissione
La trasmissione della malattia da un individuo all'altro è di tipo autosomico recessivo cioè possono risultare affetti da questa sindrome solamente individui nati da due genitori entrambi malati o portatori sani del gene. L'unico modo per verificare se si è portatori sani è l'analisi del DNA.

## Terapia
Non esiste terapia risolutiva del quadro clinico. Il trattamento è sintomatico, si basa sulla fisioterapia e sull'utilizzo di ausili ortopedici.
È utile l'effettuazione di una consulenza genetica da parte dei genitori o del paziente.